# Bugas (Tebabui)
Bugas ist eine osttimoresische Aldeia im Suco Tebabui (Verwaltungsamt Bobonaro, Gemeinde Bobonaro). 2015 lebten in der Aldeia 434 Menschen.

## Geographie
Bugas liegt im Westen und Süden des Sucos Tebabui. Östlich befindet sich die Aldeia Atupae und westlich die Aldeia Tebabui. Im Norden grenzt Bugas an den Suco Maliubu, im Süden an den Suco Carabau und im Südosten an den Suco Cota Bo’ot. Die Südgrenze bildet der Fluss Babalai, der in den Marobo fließt. Im Norden liegt der Berg Lolo Bugaslau (920 m), dessen Gipfel sich auf der Grenze zur Aldeia Atupae befindet.
Im Süden von Bugas liegt das Dorf Bugas. Hier befinden sich der Sitz des Sucos Tebabui und eine Grundschule.

## Politik
2023 wurde Fernando L. M. Soares zum Chefe de Aldeia gewählt.